# Держава Сасанідів
33° пн. ш. 53° сх. д. / 33° пн. ш. 53° сх. д.
Іра́нська держа́ва (Ērān-shahr) — у 224—651 монархічна зороастристська держава в Ірані. Прийшла на зміну Парфянській династії Аршакідів і була однією з головних сил на Близькому Сході і в Середній Азії. Конкурувала за контроль над територіями з Римською імперією, а після розподілу останньої — зі Східною Римською імперією, пізніше Візантією. Остання доісламська іранська держава. Керувалася династію Сасанідів. Столицями були міста Істахр (224—226) і Ктесифон (226—637). Була заснована Ардаширом I після перемоги над парфянським царем Артабаном V (перс. اردوان Ardavan) з династії Аршакідів. Найбільшого розквіту імперія досягла при правлінні Хосрова I Ануширвана, а найбільшого, хоча й короткочасного, розширення кордонів досягла під час правління Хосрова II Парвіза (Абарвеза, Апарвеза, «Переможного») — онука Хосрова I Ануширвана та сина Ормізда III, і включала землі нинішніх Ірану, Іраку, Азербайджану, Вірменії, Афганістану, східну частина сучасної Туреччини та частини нинішніх Індії, Сирії, Пакистану. Також влада Сасанідів частково поширювалася на Кавказ, Центральну Азію, Аравійський півострів, Єгипет, землі нинішніх Йорданії, Ізраїлю та Палестини. Таким чином, сасанідський Іран майже досяг меж держави Ахеменідів. Виснажилася під час ірано-візантійської війни (602—628). Поступово захоплена і знищена арабськими мусульманськими військами (633—654). Останнім Сасанідським шахіншахом (Царем царів) був Єздігерд III (632—651), який зазнав поразки в 14-річній боротьбі з Арабським халіфатом.

## Назва
- Іранська держава (Ērān-shahr, Еран-шахр; pal. ʾylʾnštr'; ایرانشهر), або Іран — офіційна назва.
- Новоперська імперія — історіографічна назва за місцем розташування.
- Сасанідська імперія (перс. شاهنشاهی ساسانیان šāhanšāhije sɒsɒnijɒn) — історіографічна назва за назвою династії.

## Історія
Суперечливі відомості пов'язані з піднесенням Сасанідів. Засновником роду був перський аристократ Сасан, що був одружений на Рамбехішті, доньці Гочіхра (ймовірно тотожнього Вахширу II) з династії Базрангідів, шаху (цареві) Парсу, залежного правителя Парфянської імперії, яка на той час стала занепадати. Сасан отримав у володіння Хір. Його син Папак успадкував це володіння. Близько 206/210 року повалив свого діда Гочіхра, захопивши Парс. Папак та його старший син Шапур зуміли поширити свою владу на усю Персію. Після смерті Папака Шапур оголосив незалежність від парфянського царя царів Вологеза VI. Але невдовзі ймовірно під впливом останнього повстав молодший брат Шапура Ардашир, намісник Дарабгерда. Джерела показують, що Шапур загинув, коли на нього обвалився дах будівлі. За цим Ардашир переміг інших зведених братів, яких було страчено. Ардашир оголосив себе шахом Персіїяк Ардашир V.

Володання Ардашира V як царя Персії

Ардашир V переніс свою столицю далі з Істахру на південь, заснувавши Ардашир-Хварру. Місто завдяки географічному розташуванню (було захищене високими горами та вузькими перевалам, що до нього підходили) швидко набуло розвитку, що сприяло посиленню самостійності царя. Також оточив столицю високою круглою стіною. Палац Ардашира знаходився на північній стороні міста; його залишки збереглися. За цим Ардашир швидко розширив свою територію, вимагаючи вірності від місцевих князів Персії та отримавши контроль над сусідніми царствами Керман, Сузіана та Харакена. У відповідь 224 року парфянський цар царів Артабан V відправив війська своїх васалів проти Ардашира V, але невдало. Того ж року у битві під Гормозганом Ардашир V переміг Артабана V, який загинув. За цим Ардашир вдерся в західні кшатрапії Парфянської імперії. 226 року захопив усю Вавилонію, коронувавшись 226 року в Вавилоні як шахіншах як Ардашир I.
У наступні роки боровся проти місцевих царів, що здобули самостійність після занепаду Парфянської імперії, а також придушував різні повстання. Захопив Гірканію, Атропатену, Аріану. Потім виступив проти арабських племен, захопивши Бахрейн. На заході напади на Хатру, Вірменію та Адіабену мали менший успіх. У 230 році Ардашир I почав війну проти Римської імперії, яка тривала до 232 року, але завершилася безрезультатно. У 233 році захопив землі до Балха включно, а потім Сакастан.
Наступний шахіншах Шапур I продовжив розширення імперії, завоювавши Бактрію та західну частину Кушанської імперії, одночасно очолюючи кілька військових кампаній проти Римської імперії. У північній Месопотамії Шапур I захопив Карри та Нісібіс, але в 243 році зазнав поразки від римлян у битві при Резені та повернув втрачені території. 244 року Шапур I завдав поразки імператору Гордіану III у битві при Месіхі, що призвело до вбивства імператора його власними військами та дозволило Шапуру I укласти дуже вигідний мирний договір з новим імператором Філіпом I, за яким він забезпечив негайну виплату 500 тис. денаріїв та подальші щорічні платежі. Близько 252 року Шапур повалив у Великій Вірменії місцеву династію Аршакідів і перетворив Вірменію в провінцію, керовану своїм сином Орміздом.

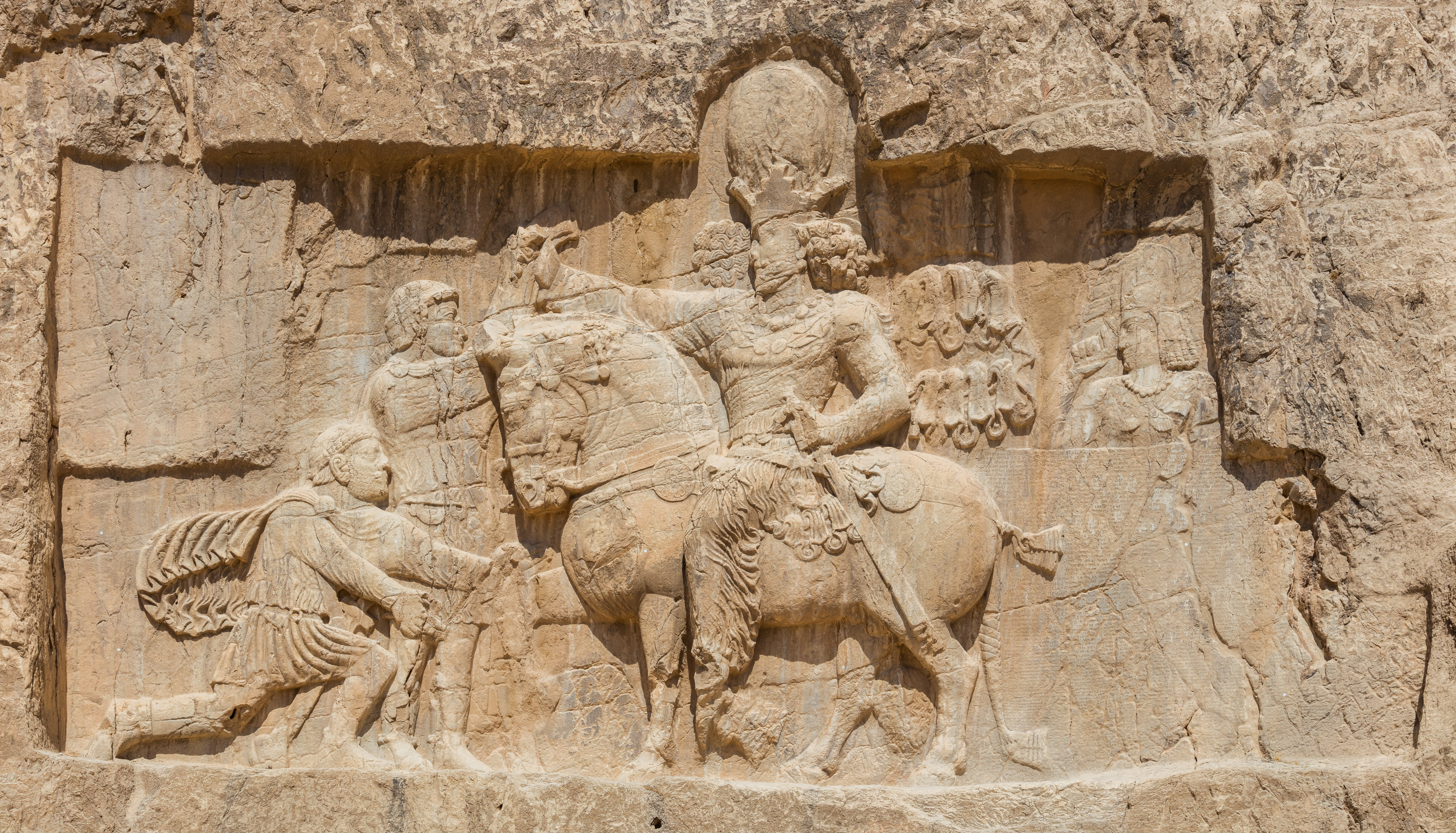
Наскельний рельєф у Накш-і-Рустам Шапура I (на коні), що захоплює римського імператора Валеріана (стоїть) та Філіпа Араба (на колінах), які благають про мир, після перемоги в Едессі.

Шапур I невдовзі відновив війну, розбивши 253 року римлян у битві при Барбаліссоні, а потім захопив і розграбував Антіохію. Невдовзі переміг римського імператора Валеріана у битві при Едесі, а Валеріан потрапив у полон. Шапур I відсвяткував свою перемогу, вирізьбивши вражаючі наскельні рельєфи в Накш-е-Ростам та Бішапурі, а також монументальний напис перською та давньогрецькою мовами поблизу Персеполіса. Він скористався своїм успіхом, 260 року просунувшись до Малої Азії, але відступив у безладді після поразок від римлян та їхнього союзника парфянського царя Одената, зазнавши втрати свого гарему та всіх римських територій, які він захопив до того. У 262 році напав на кушан, зруйнувавши міста Беграм і Таксілу. За цим у підкорених землях на сході заснував багато міст, деякі з яких частково були заселені полоненими чи втікачами з Римської імперії. Два міста, Бішапур та Нішапур, названі на його честь. Проводив політику релігійної терпимості, зокрема стосовно маніхеїв, християн та юдеїв.
Наступний шахіншах Бахрам I під тиском зороастрійського жерця Картіррозпочав переслідуваня маніхейство. Бахрам II стикнувся з вторгненням римського імператора Кара, що 282 року захопив столицю Ктесифон. За умовами нового мирного договору було втрачено Велику Вірменію. Це відбулося на послабленні центрального уряду, почалися численні повстання.
Новий шахіншах Нарсе 293 року витратив певний час для відновлення централізованої держави. 296 року розпочав чергову війну з римлянами. Після перемоги у битві біля Каллініка, він зрештою зазнав поразки 298 року у двох битвах — при Саталі та Аутіспалаті, наслідком чого стала втрата гарему Нарсе й столиці Ктесифону. За Нісібіським миром 299 року Нарсе втратив Малу Вірменію, Кавказьку Албанію, Софену, Арзанену, Кордуену, північну Месопотамію. Ці поразки призвели до внутрішньої кризи в державі Сасанідів. Також північні арабські племена почали спустошувати та грабувати західні міста, навіть атакуючи провінцію Парс.

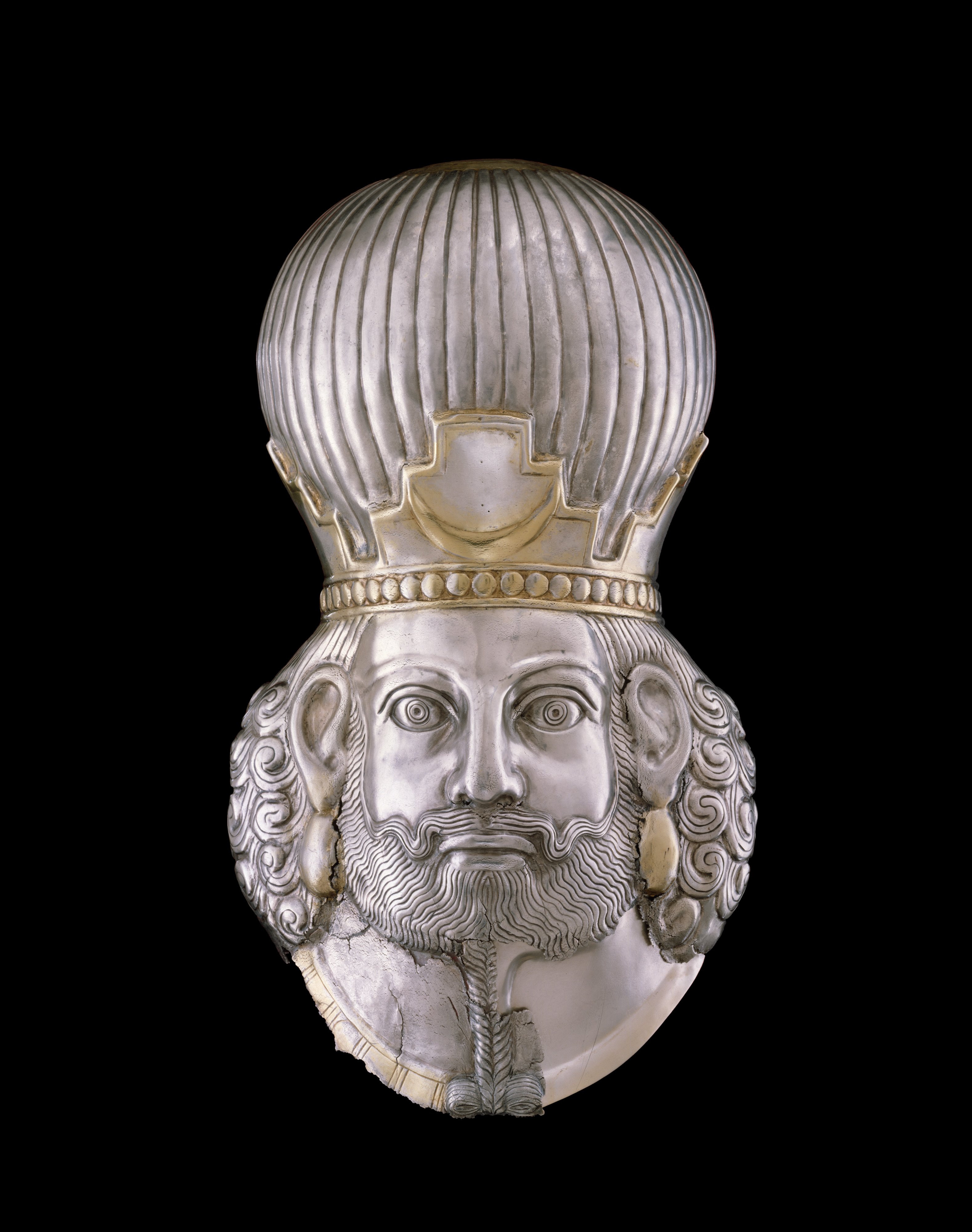
Шапур II Великий

Лише у 320-х роках за правління Шапура II відбувається відновлення політичної та військової  потуги. Цей володар протягом декількох років зумів перемогти арабські племена, встановивши зверхність над землями від нижньої Месопотамії до східної частини Аравійського півострова. Також підтвердив владу над кушаншахом Перозом II. 330 року переміг вірменського царя Тиридата III. 335 року Шапур II вдерся до Римської Месопотамії, але ззанав невдач при облогах міст Нісібіс та Аміда. 337 року шахіншах знову напав на Римську імперію. Втім вимушен був відступити. Також невдалим було вторгнення 339 року до Великої Вірменії, якій допоміг Рим. 344 року здобув перемогу у битві при Сінгарі, але невдала облога Нісібіса 346 року змусила відступити. 348 року у битві при Сінгарі ззанав чималих втрат, тому не намажився продовжувати війну. 350 року забезпечив дипломатичними заходами нейтралітет вірменського царя Аршака II. Того ж року Шапур II вкотре взяв в облогу Нісібіс, але вимушен відступити через вторгнення хіонітів. Останнім було завдано ніщивної поразки, підкоривши їх. Потім зібрав частину з хіонітів на чолі із Грумбатом, з якими знову виступив проти Римської імперії. 359 року вдалося захопити Сінгару та Аміду. Але 360 року вимушен був відступити під тиском нової римської армії. 361 року було укладено перемир'я. Але вже 363 року римський імператор Юліан розпочав нову війну. Незважаючи на поразку у битві при Ктесифоні Шапур II скористався смертю Юліан, уклавши вигідний мирний договір, за яким отримував Нісібіс, Сингару і п'ять областей у Верхній Месопотамії. 364 року підступом захопив вірменського царя Аршака II. Він став також втручатися в справи Іберії, вигнавши поставленого Римом Саурмага II, передавши управління цією країною Аспакуру. Але 365 року хіл=оніти знищили Державу кушаншахів, чим послабили вплив Держави Сасанідів в регіоні. 370 року було втрачено Бактрію, де оселилися хіоніти. У 371—373 роках зазнав поразок від вірмено-римських військ. Але вдалося розділити Іберійське царство з Римом.
За правління Шапура III вдалося на деякий час вирішити протистояння з Римською імперією стосовно Великої Вірменії. 387 року остання була розділена  між цими державами. 395 року Бахрам IV стикнувся з першим вторгненням гунів на Кавказі. У 409 році Єздигерд I проголосив свободу віросповідання для християн, що призвело до швидкого поширення цієї релігії. Це в свою чергу зустріла реакцію зороастрійських жерців. Зрештою конфлікт між християнами та зороастрійцами призвело до війни між Римом і Сасанідами у 420 році. Бойові дії тривали до 422 року, але жодна зі сторін не досягла успіху. Втім вдалося встановити зверхність над Іберією та Кавказькою Албанією. 427 року Бахрам V переміг ефталітів та перетворив Вірменію на марзпанство.
440 року Єздигерд II знову вдерся до Малої Азії, але без успіху. У 443—450 роках успішно воював проти кідаритів, яким завдав поразки. За цим почалося переслідувати християн та юдеїв. За цим розпочав масштабні заходи з впровадження зороастризму. Протягом 450-х років стикнувся з потужними повстаннями вірмен та іберійців, що боролися проти насильницького навернення до зороастризму. Після смерті Єздигерда II 457 року почалася боротьба за владу, що погіршувалося нападами ефталітів. Втім 463 року вдалося захопити Кавказьку Албанію, яку було перетворено на марзпанство. У 483—484 роках Пероз зазнав поразок від ефталітів, після чого останні протягом 2 років плюндрували східні володіння держави. 484 року шахіншах Балаш вимушен був укласти з вірменами Нварсакський договір. 487 року кавказькоалбанський правитель Вачаган III вигнав перські залоги.
Наступний шахіншах Кавад I придушивши повстання в Сістані та Рагі розпочав реформи, спрямовані на зміцнення влади монарха та централізації. Для цього намагався обмежити владу зороастрійських жерців та вищої знаті. Тому підтримав поширення маздакізму. Але це призвело 496 року до повалення шахіншаху. Кавад отримав допомогу від ефталітів. Вже 498 року повалив свого брата Замаспа, відновившись на троні. 502 року почав війну проти Візантії, взявши Феодосіополь, 503 року — Аміду. Але вторгнення гунів на Кавказ змусило 506 року укласти мирний договір, повернувши усі захоплені землі. 510 року знову захопив Кавказьку Албанію. До 513 року Кавад успішно вів війну з «білими гунами», що повністю забирала його сили, а потім уваги знову стало вимагати маздакійський рух, учасники якого були залучені в змову проти шаха на користь його сина. Після того як в 523 році лідера руху було вбито, як політична сила маздакізм було знищено. 526 року почалася нова війна з Візантією, яка тривала до самої смерті Кавада I.
532 року новий шахіншах Хосров I уклав мир з Візантією, за яким отримав золоті копальні в Фаранг, фортецю Болонья і 440 000 золотих монет. Водночас придушив повстання маздакітів та юдеїв на чолі із Мар-Зутрою, після чого переселив рештки повсталих на північ Албанського марзпанства та в Сарір. Він запровадив раціональну систему оподаткування, засновану на обстеженні земельних володінь, яке розпочав його батько, і всіляко намагався збільшити добробут й доходи своєї держави. На кордонах було зведено численні укріплення, створено мережу васальних правителів на Кавказі та Трансоксіані, яким Хосров надав титул шаха (царя). У 540 році Хосров порушив договір і вторгся до Сирії, розграбувавши Антіохію та вимагаючи великі суми грошей у низки інших міст. Далі були успіхи: у 541 році Лазіка перейшла на бік персів, а в 542 році великий візантійський наступ у Вірменії був розгромлений під Англоном. Хосров I увійшов до Лазіки на запрошення її царя, захопив головну візантійську фортецю в Петрі. 545 року було укладено перемир'я. Але 547 року Лазіка перейшла на бік Візантії, спричинивши нову війну, яка тривала до 562 року. За мирною угодою Лазіка опинилася у сфері впливу візантійського імператора, який за це сплачував золото шахіншаху. У 572 році відмова сплати данини Юстином II спричинило нову війну. Боротьба відбувалася з перемінним успіхом, супроводжувалося антисасанідським повстанням вірмен. Водночас було встановлено зверхність над Хим'яром.
Правління Хосрова I стало свідком піднесення дехканів (сільських володарів), дрібної землевласницької знаті, яка була основою пізнішої адміністрації провінцій Сасанідів та системи збору податків. Хосров I розбудував інфраструктуру, прикрашаючи свою столицю та засновуючи нові міста, будуючи нові будівлі. Він відбудував канали та відновив ферми, зруйновані у війнах, збудував міцні укріплення на перевалах і розмістив підкорені племена в ретельно відібраних містах на кордоні, щоб вони діяли як охоронці від загарбників. Також був толерантним до всіх релігій, хоча й постановив, що зороастризм має бути офіційною державною релігією, і не був надмірно стурбований, коли один з його синів став християнином.
Потуга держави зберігалася за Ормізда IV, що відбилося у перемозі у війні з Тюркським каганатом 588—589 років. , Але 589 року останній не стикнувся з повстанням Бахрама Чубіна, який зрештою захопив трон. 591 року візантійський імператор Маврикій допоміг Хосрову II захопити трон. Натомість передав Візантії Кавказьку Албанію, Іберію та Західну Вірменію. 598 року приєднав до своїх володінь Ємен. З 600 року почалися напади ефталітів на східні сатрапії. 602 року ліквідував царство Лахмідів. 602 року почав війну проти візантійського узурпатора Фоки, яку продовжив проти наступного імператора Іраклія I. Водночас успішно воював проти Західнотюркського каганату. До 613-ого в руках персів були найбільші міста Сходу — Антіохія, Едеса, Дамаск, протягом 616—619 років було захоплено Єгипет з величезними багатствами та флотом.  622 року впали Анкіра і острів Родос. За військові успіхи в кампанії проти Візантійської імперії Хосров II отримав у народу прізвисько Парвіз (Переможний). 623 року візантійці намагалися переламати хід війни. 626 року в союзі з аварами та слов'янами було взято в облогу Константинополь. Але зрештою перси зазнали поразки. Разом з тим почалася нова війна з тюрками, які сплюндрували Албанське і Іберійське марзпанство, Хорасан. Подальша війна з візантійцями та тюрками призвела до розорення держави та широкого невдоволення шахіншахом. 628 року внаслідок змови Хосрова II було повалено і вбито.

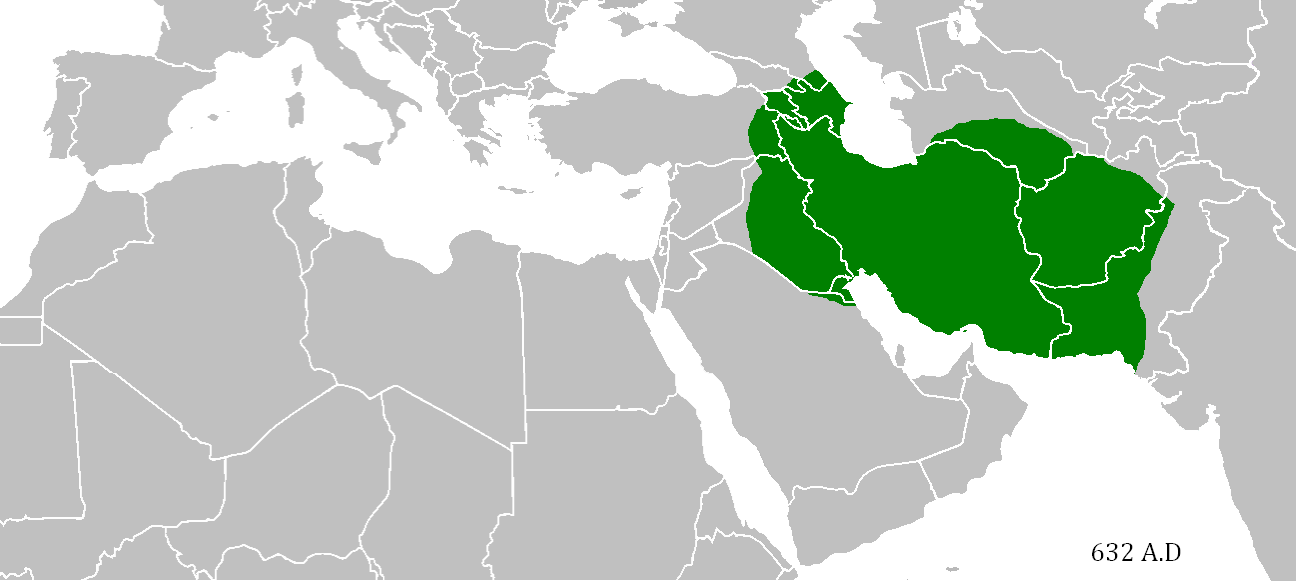
Держава Сасанідів у 632 році

Починається занепад держави внаслідок боротьби за владу між претендентами на трон, доки не переміг Єздигерд III. Невдовзі почалися перші арабські напади на володіння шахіншаха. У 637 році мусульманська армія під командуванням халіфа Умара ібн аль-Хаттаба розгромила сасанідську армію на чолі з Рустамом Фаррохзадом у битві при Кадісії, після чого впала столиця Ктесифон. 642 року після поразки армії при Ніхаванді шахіншах втік до Хорасану, де 651 року загинув у Мерві. Цим остаточно припинилася держава Сасанідів. Останній представник династії Пероз III у 656—679 роках панував в Сакастані, Тохаристані, частково Согдіані, як васал імперії Тан.

## Державний устрій
На чолі стояв шахіншах, що мав вищу політичну, військову, судову та релігійну (були охоронцями священного вогню — символу зороастризму) владу. Дружини шахіншахів мали титул банбішнан банбішн (цариця цариць).
Сасанідське правління характеризувалося значною централізацією. На чолі шахрів (провінцій) стояли шахрдари, які призначалися зі знатних родин й перебували під безпосереднім наглядом шахіншаха. Також під владою самого шахіншаха був двласний домен (дастакерт), що керувався відповідними чиновниками. Частинами сатрапій керували шахраб і мобед. Останній також займався маєтками та іншими юридичними питаннями. На Кавказі існували Вірменське, Албанське і Іберійське марзпанства. Царська охорона була відома як пуштігбан, що діяла в палацах. При виїзді та на війні існувала інша охорона, відома як даріган. Обидві охорони формувалися з представників Сасанідів та найближчих родичів. Вони перебували під командуванням хазарбеда, який відповідав за безпеку царя, контролював вхід до царського палацу, представляв царю відвідувачів (був головою етікуту, протоколу та аудієнцій) і мав право виконувати військові обов'язки або використовуватися як переговорник. Хазарбеду також у деяких випадках дозволялося виконувати роль царського ката.
Головою адміністративного апарату був вузург фрамадар (на кшталт першого міністра). Іншими вищими сановниками були: мобедан мобед (голова магів); спахбед (головнокомандувач); хутухшбед (голова торговців та купецького синдикату); вастарйошан-салар (опікувався землеробством, землею і селянами). Ці посади, а також посади марзпанів обіймали представники вищої аристократії. Більшість цих посад були вотчинними, і багато з них передавалися з покоління в покоління через одну родину. Марзпанам найбільшого старшинства дозволявся срібний трон, тоді як марзпанам найбільш стратегічних прикордонних провінцій дозволявся золотий трон.

### Шахиншахи
З часів Шапура II окрім титула шахіншах правителі носили давній титул каві (був у Давньобактрійському кавійстві), чим намагався означити давність своєї династії, пов'язавши її з легендарними Кеянідами.
Сасан • Папак • Шапур • Ардашир І • Шапур I • Ормізд I • Бахрам I • Бахрам II • Бахрам III • Нарсе • Ормізд II • Шапур II • Ардашир II • Шапур III • Бахрам IV • Єздигерд I • Бахрам V • Єздигерд II • Ормізд III • Пероз • Балаш • Кавад I • Замасп • Хосров I Ануширван • Ормізд IV • Бахрам VI • Хосров II Парвіз • Кавад II • Арташир III • Фаррухан Шахрвараз • Борандохт • Азармедохт • Єздигерд III

## Соціальний устрій
На верхівці був шахіншах та його родина. Шахіншах носив барвистий одяг, макіяж, важку тіару, а його борода була прикрашена золотом. Також в урочистих випадках вони носили кулахом - особливим головний убор у вигляді баранячих рогів, що виконували роль інвестітурного знака. Ранні сасанідські царі вважали себе божественним за походженням; тому вони називали себе «бай» (божественними).
Втім значний вплив мала вища аристократія (вузургани). Сасанідська знать була сумішшю старих парфянських кланів, перських аристократичних родин та знатних родин з підкорених територій. Багато нових знатних родин виникли після розпаду Парфянської династії, тоді як кілька колись домінуючих семи парфянських кланів залишалися дуже важливими. При дворі Ардашира I старі родини з домів Карен та Сурен, разом з кількома іншими родинами, Варазами та Андиганами, обіймали почесні посади. Поряд із цими іранськими та неіранськими знатними родинами, при дворі шахіншаха перебували царі Мерва, Абаршахра, Кермана, Сакастану, Іберії та Адіабени, які згадуються як особи, що обіймали почесні посади серед знаті.
Чималий вплив мали зороастрійські жерці (маги), які впливали не лише на релігійні процеси, а й на політичні та навіть заколоти проти шахіншахів. Нижчі магів стояли артештарани (воїни), потім йшли вастарьошани (простолюди, зазвичай селяни), слідом — хутухшани (ремісники).
Також існували раби, але масове рабство ніколи не практикувалося іранцями, і в багатьох випадках становище та життя напіврабів (військовополонених) були, фактично, кращими, ніж у простолюдинів. У Державі Сасанідів термін «раб» також використовувався для позначення боржників, які повинні були використовувати частину свого часу для служби у храмі вогню. Деякі закони, що регулювали володіння та поводження з рабами, можна знайти в юридичній збірці під назвою «Мадаян-і-Хазар Дадестан» (збірці постанов сасанідських суддів). Найпоширенішими рабамибули домашні слуги, які працювали в приватних маєтках та у храмах вогню. Використання жінки-рабині вдома було поширеним явищем, і її господар мав повний контроль над нею і навіть міг народжувати від неї дітей, якщо хотів. Раби також отримували заробітну плату та могли створювати власні сім'ї, незалежно від того, чи були вони жінками, чи чоловіками. Завдання шкоди рабу вважалося злочином, і навіть сам цар не мав права цього робити. Господарю раба дозволялося звільнити людину, коли він хотів, що, незалежно від віри раба, вважалося добрим вчинком.[133] Раб також міг бути звільнений, якщо його господар помирав.
Сасаніди прагнули бути міською імперією, у чому вони досягли значного успіху. У пізній сасанідський період Месопотамія мала найбільшу щільність населення в середньовічному світі. Це можна пояснити, серед іншого, тим, що Сасаніди заснували та перезаснували низку міст, насамперед під назвою Іран-хварра. Багато з цих міст, як нових, так і старих, були заселені не лише корінними етнічними групами, такими як іранці чи сирійці, але й депортованими римськими військовополоненими, такими як готи, слов'яни, римляни. Про кочових (неосілих) людей мало що відомо. Відомо, що Сасаніди називали їх «курдами».

## Правництво
Джерелом права був шахіншах і «Авеста», на яку спиралися сановники і зороастрійські жерці. За Хосрова I і Ормізда IV відбулася часткова кодифікація права, куди увійшли закони щодо права особи, сімейне право, майнове право, спадкове право, обов'язкове право, кримінальне право, судовий процес. В ньому відбилася соціальна стратифікація, де особи з різним статусом мали різні права і можливості. При кримінальних злочинах суд мав довести провину підозрювального. При дрібних злочинах, перелюбі призначався штраф. Найбільш злочином вважалася зрада та змова проти шахіншаха, що наказувалося стратою та конфіскацією майна.

## Збройні сили

### Військо
Структура перської армії може бути охарактеризована за двома критеріями: за родами військ та за етнічним складом. Основну ударну силу перської армії становила кіннота.
Присутня пряма наступність між ахеменідською, парфянською та сасанідською військовими системами, яка, у свою чергу, виявилася в наступних основних моментах: десяткова система організації війська; наявність шахіншахської гвардії (зайєдан) чисельністю 10 тис. чол.; тричастковий порядок бойової побудови армії на полі бою (центр, праве крило, ліве крило) з розташуванням командувача в центрі; збільшенні використання та переваги кінноти, включаючи як важких асваранів, так і кінних лучників; використання труб для подачі військових сигналів; наявність у складі піхоти воїнів, які використовують великі плетені щити, та лучників; майстерність лучників та важливість їхньої ролі в бою; використання елефантерії (слонів). Основні зміни, спричинені часом, полягали в майже повному занепаді військових колісниць.
Десяток називався радаг, сотня — тахм, якою командував тахмдар, підрозділ із 500 воїнів — вашт, яким командував вашт-салар; загін у 1000 вояків — драфш під командуванням драфш-салара, підрозділ у 5000 воїнів — гунд, і ними командував гунд-салар. Армія з 10 000 воїнів називалася спах і нею командував спахбед. Главу військового стану Сасанідської держави називали артештаран-салар, який підпорядковувався безпосередньої шахиншаху. Військове командування імперії було розділене на чотири частини. Спочатку ці ролі виконували Великий цар Вірменії, цар Мешана, цар Гілана та цар Сакастану. Після реформ Хосрова I існувало чотири спахбеди (командувачі армії), кожен для одного напрямку світу.
Основою війська була важка броньована кіннота асваран, відома з часів класичної античності на заході як катафракти. Вона складалася зі місцевої знаті (азадан), яка проходила інтенсивні військові навчання та військові маневри, здобуваючи дисципліну. Бойове спорядження важкоозброєних сасанідських вершників наступним: шолом, кольчуга (пехлеві гривбан), нагрудник, кольчуга, рукавиця (пехлеві абдаст), пояс, набедреники (пехлеві ран-бан), меч, булава, футляр для лука з двома луками та двома тятивами, сагайдак з 30 стрілами, дві додаткові тятиви та кінські обладунки (зен-абзар).
Важку кінноту доповнювала легша кіннота, яка набиралася з числа їхніх союзників та поповнювалася найманцями. Гілани, албани, ефталіти, кушани та хозари були основними постачальниками цієї легкої, а також дехканської (середньої) кінноти. Вони були важливою частиною спахів завдяки своїй витривалості та швидкості на полі бою.
Лучники (камандаран) становили еліту перської піхоти. Їх навчали стріляти з надзвичайною швидкістю та майже безпомилковою цільністю. Вони стрілилия з-за ряду величезних плетених щитів, що лежали на землі та утворювали своєрідну стіну з петлями. Піхота поділялася на такі типи: дайламі (з північних гірських районів_, що мали важкі обладунки, були озброєні мечами, булавами, сокирами та списами та воювали в щільнішому строю, часто змішуючись із сасанідськими слонами; пайган (з сільського нселення), що були озброєні списами, мали великі прямокутні щити з плетеного дерева або дерева, ковпаки з вареної шкіри. Пайганам допомагали нейзе-даран.
Слоновий корпус займав першу позицію. Він був набраний з Індії, але ніколи не був дуже численним. Йому надавали великого значення; і в деяких ранніх битвах проти арабів перемога вважалася здобутою переважно цим родом військ. Він діяв з найкращим ефектом на відкритій та рівній місцевості; але значення, яке йому надавали, було таким, що, якою б суворою, гірською та лісистою не була місцевість, куди проникали перські війська, слон завжди супроводжував марш перських військ, і дбали про те, щоб прокласти дороги, якими він міг би пересуватися. Слоновий корпус перебував під керівництвом спеціального начальника, відомого як зенд-хапет («Командир індійців»).
Існували також допоміжні війська: курдські метальники списів та мідійські пращники.
Сасаніди мали організовані та ефективні методи облогової війни для завоювання міст-фортець. Перш за все, вони мали спеціальні підрозділи, що робили підкоопи під стіни обложених фортець. Їхня облогова техніка включала арбалети, катапульти та тарани. У IV ст. перси все ще використовували рухомі броньовані облогові вежі, щоб обстрілювати зубці луками та дозволяти своїм солдатам перелазити через них. У VI ст. замість веж сасанідські обложники тепер будували високий облоговий курган, розміщуючи катапульти на його вершині, щоб цілитися в захисників на стінах внизу. Сасаніди також перейняли тяговий требушет.
Перські розвідувальні дозори умовно можуть бути розділені на дві категорії: сторожові пости, що розосереджувалися навколо розташування перських військ під час табірної стоянки; спеціальні загони, що потай займалися збором інформації про противника і, на відміну від патрулів, що діяли відносно автономно від основних сил персів. Діяльність таких «розвідгруп» охоплювала територію безпосередньо в районі бойових дій. Використовувався персами і метод здійснення розвідувальних дій таких, як розвідка боєм.

### Флот
Головними причинами створення Сасанідами власних військово-морських сил були необхідність забезпечення зовнішньої безпеки Перської держави шляхом встановлення контролю над морськими комунікаціями в зоні Перської затоки та прагнення шахської влади до посилення військово-політичного та торговельно-економічного впливу Сасанідської держави в північній частині басейну. На чолі флоту  стояв навбед. Судна, що використовувалися сасанидським військом, були виключно транспортно-десантними кораблями для перевезення сухопутних військ, а також, можливо, торговельними суднами для перевезення кавалерії. Судна типу дау використовувалися в басейні Індійського океану, тоді як вітрильно-весловні дромони та хеландіони візантійського зразка використовувалися в Середземномор'ї, але лише для перевезення військ. Перси змогли будувати великі кораблі, придатні для тривалих подорожей аж до прибережних морів на півночі Індійського та на заході Тихого океанів.
Використання персами військовоморського флоту мало місце ще за правління засновника Сасанідської держави – Ардашира I. Вже в ході боротьби за підпорядкування Месопотамії та Сузіани Ардаширу стала зрозумілою небезпека, що виходила з Аравії і загрожувала самому серцю Перської держави - Парсу. Згідно з «Книгою діянь Ардашира сина Папака», великим військо з арабів та оманців переправилося через Перську затоку і атакувала власне Персію. Табарі зазначає, що Ардаширом I в Бахрейні було побудовано місто Фаса-Ардашир, а Хамза ал-Ісфагані пише про те, що шахом було засновано міста Рев-Ардашир і БатнАрдашир, що розташовувалися, відповідно, на східному і західному берегах Перської затоки. Враховуючи загальну військовополітичну ситуацію припускають, що це були не лише портові міста, а й укріплені військовоморські бази, що тримали під контролем прилеглі сухопутні та морські комунікації з метою недопущення їх використання арабами для вчинення набігів на Персію.
Більш докладний характер носять відомості джерел про дії перського флоту в IV ст., У період правління царя Шапура II. Останній у відповідь на постійні напади на перське узбережжя арабів, пройшов через Бахрейн, досягши Хаджара, де знаходилися племена Тамім, Бакр бенваіл і Абд аль-Кайс. При цьому флот використовувався для швидкого перекидання військ через Перську затоку. Також за допомогою флоту було обстежено прибережні острови в пошуках арабів, що втекли туди, яких також було знищено. Відповідно Шапуру II вдалося приборкати арабів і встановити свій контроль над узбережжям та акваторією Перської затоки. Це, у свою чергу, вплинуло на розвиток морської торгівлі та судноплавства в даному регіоні, про що є свідчення Амміана Марцелліна. Також шахіншахом на південному узбережжі Парса було побудовано місто Сіраф, що відігравав роль великого торгового порту й військово-морської бази.
Найбільш активна фаза дій перського флоту посідає роки правління Хосрова I Ануширвана. Основною зоною дій сасанідського флоту були Перська затока, Червоне та Аравійське моря. У 575 році він направив до Ємену вісім кораблів з військом на борту в кількості 800 осіб. Це були люди, відібрані за однією з версій з-поміж ув'язнених, засуджених до страти, які втім мали необхідний бойовий досвід, а за іншою з мешканців Дейлема та сусідніх прибережних місцин Гірканського моря. Командиром загону був призначений хтось на ім'я Вахриз. Після виходу в море два кораблі затонули, решта ж із 600 воїнами досягла узбережжя Ємену. Тут перси об'єдналися з місцевими хім'яритами, незадоволеними аксумським пануванням, і завдали поразки об'єднаній армії ефіопів і сабеїв. При цьому флот перекрив Аденську протоку, щоби не допустити спрямування підкріплень супротивнику з Аксуму. Наслідком стало захоплення Ємену й включення його до складу Сасанідської держави.
Також для зміцнення торговельний шляхів було відправлено перський флот до Сарандиби (Шрі-Ланки), присутність якого підкреслило потугу Сасанідів і сприяло посиленю становища перських торгівців на острові, які до падіння Сасанідської держави тримали тут монополію.
У часи Хосрова Ануширвана здійснено спробу закріпитися і на Чорному морі. 541 року вдалося укласти союз з молодшим царем Лазики Губазом II. Проте планам персів створення свого флоту на в цьому морі не судилося збутися. У ході бойових дій у 540-550-х роках Візантійській імперії вдалося вибити сасанідські війська з головних приморських міст Лазики - Петри і Фасіса - і тим самим, відрізавши персів від Чорноморського узбережжя, чим поховати всі плани Хосрова з розвитку чорноморського флоту.
Останні згадки про участь сасанідських військових кораблів у бойових діях відносяться до періоду персько-візантійської війни 602–628 років. Захоплення Сирії та Єгипту на початку війни дозволило також зайняти верфі в Александрії та Антіохії, де місцевими майстрами було споруджено перський флот для Середземного моря. У 622 році Сасаніди оволоділи Родосом, а потім численними островами у Середземному і Егейському морях. 626 року після взяття Халкедона перси зробили спробу переправитися через Боспор із метою захоплення Константинополя. Для цього вони використовували довбанки союзних слов'ян. Можливо, на такий крок перси наважилися після успішних рейдів островами Середземного моря, вважаючи, що й цього разу їм супроводжуватиме успіх. Втім флот персів було повністю знищено візантійським флотом.
Після загибелі Сасанідської держави перські кораблі увійшли до складу збройних сил Арабського халіфату і деякий час продовжували брати участь у бойових діях за арабів. Своїми морськими перемогами араби певною мірою завдячували досвіду, запозиченому ними в перських мореплавців.

## Економіка
Спиралася на сільське господарство. Канал Нахраван є одним із найвидатніших прикладів сасанідських іригаційних систем, і багато з них досі можна знайти в сучасному Ірані. Сасаніди виявляли велику терпимість до сільських жителів, що дозволяло останнім робити запаси на випадок голоду.
Гори використовувалися кочівниками для лісозаготівлі, а централізований характер Сасанідської держави дозволяв їй обкладати кочівників та мешканців гір податками. За часів правління Хосрова I додаткові землі були передані під централізоване управління.
Перська промисловість за Сасанідів розвивалася від побутових до міських форм. Гільдії ремісників були численними. Сузи, Гондішапур та Шуштар були відомі своїм виробництвом шовку та конкурували з китайськими виробниками. Поступове зростання металургійного виробництва призвело до того, що Держава Сасанідів  заслужила репутацію «зброярні Азії». Більшість сасанідських гірничодобувних центрів знаходилися на околицях імперії – у Вірменії, на Кавказі та, перш за все, в Трансоксанії. Надзвичайне мінеральне багатство Памірських гір також було важливим сировинним джерелом для сасанідських ремісників.
У сасанідський період використовувалися два торгові шляхи: один на півночі, Шовковий шлях, і один менш відомий шлях на південному узбережжі Сасанідів. Якісні шляхи та мости, добре патрульовані, дозволяли державній пошті та торговим караванам зв'язувати Ктесифон з усіма провінціями; а в Перській затоці були побудовані гавані для прискорення торгівлі з Індією. Сасанідські купці поширювалися повсюдно та поступово витісняли римлян з прибуткових торгових шляхів Індійського океану. Купці та ремісники використовували спеціальні етикетки (тавро) як спосіб просування своїх товарів та розрізнення якостей.

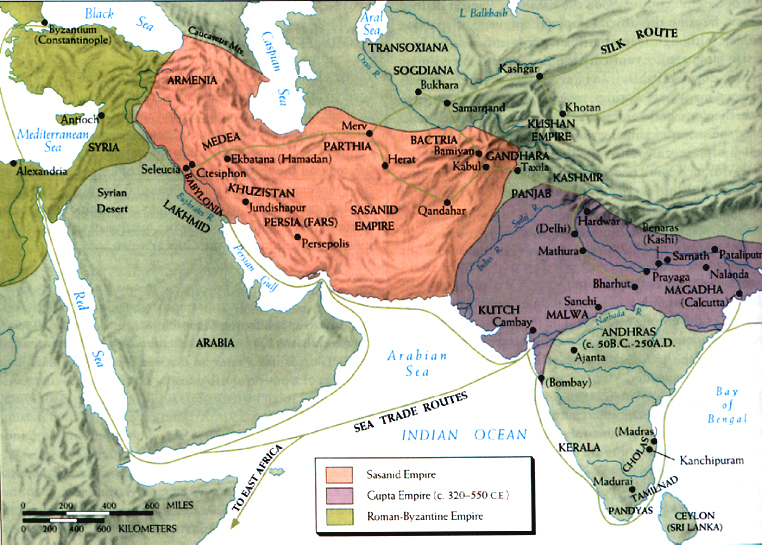
Торгівельні шляхи через Державу Сасанідів

Хосров I ще більше розширив і без того величезну торговельну мережу. Сасанідська держава тепер прагнула до монополістичного контролю над торгівлею, при цьому предмети розкошів відігравали набагато більшу роль у торгівлі, ніж раніше, а велика активність у будівництві портів, караван-сараїв, мостів тощо була пов'язана з торгівлею та урбанізацією. Перси домінували в міжнародній торгівлі як в Індійському океані, Центральній Азії та Північного Кавказу, Надволжі за часів Хосрова, хоча конкуренція з візантійцями часом була жорсткою. Сасанідські поселення в Омані та Ємені свідчать про важливість торгівлі з Індією, але торгівля шовком з Китаєм була переважно в руках сасанідських васалів та согдійців. У 571 році прямий контроль над ладаном, виробленим у Ємені, перейшов до Сасанідської імперії.
Основними експортними товарами Сасанідів були шовк; вовняні та золоті тканини; килими та доріжки; шкіри; а також шкіра та перли з Перської затоки. Також були товари, що перевозилися транзитом з Китаю (папір, шовк) та Індії (спеції), на які сасанідська митниця накладала податки, і які реекспортувалися з імперії до Риму і Візантії.
У містах діяли вазари (базари), де торгували вазарганани (купці). Діяльністю та цінами на базарі займався вазарбед (голова базару). На базарах сасанідської епохи кожна група ремісників мала свою власну секцію (расте), зокрема ковалі (ахенгар), перукарі (варс-вірай). Ремісники об'єднувалися у своєрідні гільдії (кіррог), на чолі яких стояв кіррогбед.

### Монети
Перша сасанідська монета (срібна драхма) була викарбувана близько 210 року Ардаширом I. Невдовзі також стали карбуватися гемідрахми та оболи. Наступні правителі карбували монети з міді та свинцю, взявши за приклад візантійський фоліс. Карбування гемідрахм та тетрадрахм припинилося за Бахрама II, який впровадив срібний данг.

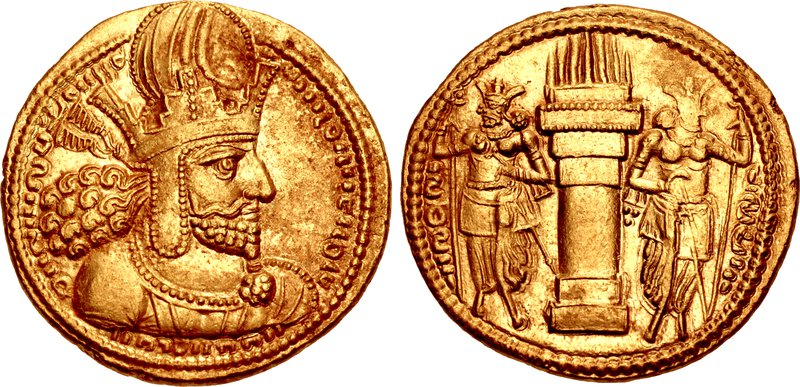
Денар Шапура I

Золоті монети (денари) виготовлялися в обмеженій кількості та карбувалися переважно для підняття престижу держави, щоб зрівнятися у статусі з Римом та Кушанським царством. Денари важили від 7 до 7,4 г.
Зображення на монетах, що карбувалися лише в царських монетних дворах, були частиною офіційної ідеології. У зв'язку з цим зображення шахіншахі були своєрідними парадними портретами, підпорядкованими певним канонам. Починаючи з Ормізда II на аверсі карбували крила сокола.

## Вірування
Зороастризм було утверджено в якості державної релігії завдяки діяльності жерців Тосара і Картіра. Відношення стосовно інших релігій змінювалося з часом й коригувалося відносно політичної ситуації, особливо що стосується християнства.
Сасанідський зороастризм чітко відрізнявся від практик, викладених в «Авесті». Релігійна політика Сасанідів сприяла розквіту численних релігійних реформаторських рухів, найважливішими з яких були ті, що були засновані релігійними лідерами Мані та Маздаком. За Шапура II відбувся великий диспут між різними представниками та сектами зороастризму, де перемогу здобув маг Адурбад (Атурпат) Махраспандан, який створив зороастрійську «церкву» — магустан.
За Хосрова II відбувся переклад «Авести» середньоперською мовою з додаванням коментарів, що отримав назву «Зенд» (Текст і тлумачення). Тому також відома як «Зенд-Авеста».
Три Великі вогні зороастризму отримали особливі асоціації. Адур Фарнбаг у Парсі став асоціюватися з волхвами, Адур Гушнасп у Мідії — з воїнами, а Адур Бурзен-Мехр у Парфії — з найнижчим станом — землеробами та пастухами. Адур Гушнасп зрештою, за звичаєм, став місцем пішого паломництва для новоспечених царів після їхньої коронації. Саме тому це святилище 626 року зруйнував візантійський імператор Іраклій I.
Цілком ймовірно, що в епоху Сасанідів ці три Великі Вогнища стали центральними місцями паломництва серед зороастрійців. Дербент став центром поширення зороастризму на Кавказі, тут було поселено значну кількість зороастрійців із внутрішніх районів імперії .
Християни належали переважно до Несторіанської церкви та Якобітської церкви. Хоча ці церкви спочатку підтримували зв'язки з християнськими церквами Римської імперії, вони відрізнялися від них сирійською літургійною мовою. Ще однією причиною розмежування східного та західного християнства був сильний тиск з боку сасанідської влади з метою розірвання зв'язків з Римом, оскільки Сасанідська держава часто воювала з Римом, а потім Візантією.
Християнство було визнано Єздегердом I у 409 році як допустима віра. Основний розрив з римським християнством відбувся у 431 році через засудження на Першому Ефеському соборі константинопольського патріарха Несторія за проповідування христологічного погляду. За цим низка його послідовників втекла до Сасанідської держави. В свою чергу шахіншахи скористалися цією можливістю, щоб зміцнити становище Несторія в християнській церкві у своїх володіннях, усунувши найважливіших проримських священнослужителів та переконавшись, що їхні місця займуть несторіани.
Більшість християн мешкало переважно в Месопотамії, Іберійському, Вірменського та Албанському марзпанствах, на острові Тілос, південному узбережжі Перської затоки.
Буддизм змагався з зороастрійським впливом у Бактрії та Маргіані.
Дуже велика юдейська громада процвітала в Ісфахані, Вавилоні та Хорасані, а також з власним напівавтономним керівництвом Ексилархату, що базувалося в Месопотамії. Юдейські громади зазнавали лише епізодичних переслідувань. Вони користувалися відносною свободою віросповідання та отримували привілеї, яких не мали інші релігійні меншини.

## Календарна реформа
За часів правління Ардашира I було докладено зусиль для впровадження точнішого зороастрійського календаря на рік, тому до нього було додано 5 додаткових днів. Ці 5 додаткових днів отримали назву «Гатха» і мали як практичне, так і релігійне значення. Втім вони все ще залишалися окремо від «релігійного року», щоб не порушувати давні дотримання старого зороастрійського календаря.
З впровадженням першої календарної реформи виникли деякі труднощі, зокрема, з перенесенням важливих зороастрійських свят, таких як Хамаспат-маедая та Навруз, у календарі рік за роком. Ця плутанина спричинила багато негараздів серед простолюду, і хоча Сасаніди намагалися забезпечити дотримання цих великих святкувань у нові офіційні дати, значна частина населення продовжувала відзначати їх у старіші, традиційні дати, тому паралельні святкування Наврузу та інших зороастрійських свят часто відбувалися з різницею в кілька днів одне від одного, всупереч новим офіційним календарним датам, що спричиняло велику плутанину та тертя між мирянами та правлячим класом. Пізніше Сасаніди пішли на компроміс у цьому питанні, поєднавши паралельні святкування як 6-денне свято. Це було зроблено для всіх, крім Наврузу.
Ще одна проблема виникла, оскільки Навруз змістився в цьому періоді з весняного рівнодення на осінь, хоча ця невідповідність початковій даті весняного рівнодення для Наврузу, можливо, мала місце і в парфянський період.
Подальші календарні реформи відбулися в пізнішу епоху Сасанідів. З часів реформ за Ардашира I не було жодних вставок. Таким чином, щороку втрачалася чверть дня, і зороастрійський священний рік поступово відступив назад, і зрештою Навруз закінчився в липні. Тому було скликано велику раду, на якій було вирішено повернути Навруз до початкового положення, яке він мав за часів Ахеменідів — назад до весни. Ця зміна, ймовірно, відбулася за часів правління Кавада I на початку VI століття. У цей період багато уваги приділялося важливості весни та її зв'язку з воскресінням та Фрашгердом.

## Культура
Перші сасанідські володарі свідомо прагнули відродити перські традиції та знищити грецький культурний вплив. Разом з тим шахіншахи були покровителями освіти, літератури та філософії.
Хосров I мав праці Платона та Арістотеля, перекладені пехлеві мовою, викладав у Гундішапурі та сам їх читав. За час його правління було складено багато історичних анналів, єдиним з яких, що зберігся, є «Карнамак-і Арташшир-і Папакан» («Діяння Ардашира»), суміш історії та романтики, яка послужила основою іранського національного епосу «Шахнаме». Коли Юстиніан I закрив афінські школи, семеро їхніх вчених вирушили до держави Сасанідів та знайшли притулок при дворі Хосрова. Останній також надав покровительством несторіанськіій школи в Гондішапурі, яку перетворив на значний освітній центр. Якщо на час приходу до влади Хосрова там навчалося 50 учнів, то через 100 років їх було 30 тис.. Школу в Гондішапурі вважають найбільшим інтелектуальним центром свого часу, яка залучала учнів та викладачів з усіх куточків відомого світу. Там переважно викладали християни-несторіани, які приносили сирійські переклади давньогрецьких творів з медицини та філософії. Медичні знання Індії, Персії, Сирії та Греції змішалися там.

### Мистецтво
У художньому плані сасанідський період став свідком одних з найвищих досягнень іранської цивілізації. Сасанідські мотиви знайшли своє відображення в мистецтві Центральної Азії та Китаю, Візантійської імперії. Мистецтво поєднувало елементи традиційного перського мистецтва з елліністичними елементами та впливами.
Було поширений настінний живопис, що був поліхромний. Розписувалися палаци володарів, знаті, храми. Художники Сасанідської епохи володіли мистецтвом оформлення книг і прикрашали їх золотом. Арабський історик Масуді розповідає про книгу, що знаходилося в розпорядженні одній із знатніх сімей Істахра. Ця книга містила у собі історію іранських правителіві з згадкою найбільш значних подій, царювання, повідомленням, залишеним, ними і спадщиною, зображеннями кожного правителя, вбраного в царське вдяння і з тіарою на голові.
Одним з найпоширеніших зображень — сімург. На срібному блюді VI–VII ст. з Британського музею від заснування його павичячого хвоста виростає звивистий пагін з пальметтою та двома стилізованими квітками, фалос і мову тварини дано у виді рослинних пагонів. У пізній період на срібних і бронзових виробах поширено низка звіриних зображень, прикрашених рослинними елементами, часто у вигляді напівпальмет. До сімурга додається грифон й фарна, фарр, хварна (божество родючості та втілення царської слави). Іншим поширеним зображенням є вершник. Сасанідські рельєфи і зображення представлено на металевому (золотому й срібному) посуді .
Сасанідське різьблення в Так-е Бостан та Накш-е Рустам було кольоровим. Дослідження показують понад 100 видів тіар, які носили сасанідські царі. Різні сасанідські тіари демонструють культурну, економічну, соціальну та історичну ситуацію в кожен період. Тіари також показують риси характеру кожного царя в цю епоху. Різні символи та знаки на коронах — роки барана, крила сокола, місяць, зірки, орел і пальмова гілка — ілюструють релігійну віру та переконання власника.

### Ткацтво
Живопис, скульптура, кераміка та інші форми декору мали спільні риси з сасанідським текстильним мистецтвом. Шовк, вишивки, парча, дамаски, гобелени, чохли для стільців, навіси, намети та килими ткалися з терпінням та майстерною майстерністю і фарбувалися в теплі відтінки жовтого, синього та зеленого. Два десятки сасанідських текстильних виробів, що збереглися, є одними з найцінніших тканин, що існують. Навіть у свій час сасанідськими текстильними виробами захоплювалися та наслідували їх від Єгипту до Далекого Сходу; а в Середньовіччі вони були улюбленим одягом для мощей християнських святих.

### Архітектура
Збережені палаци ілюструють пишноту, в якій жили сасанідські монархи. Прикладами є палаци у Фірузабаді та Бішапурі в Парсі, а також столиця Ктесифон у провінції Асорістан. Окрім місцевих традицій, парфянська архітектура вплинула на сасанідські архітектурні особливості. Усі вони характеризуються айванами зі склепінчастою кладкою, запровадженими в парфянський період. У сасанідський період вони досягли величезних розмірів, особливо в Ктесифоні. Так арка великої склепінчастої зали, що приписується правлінню Шапура I, має проліт понад 24 м і досягає висоти 36 м. Ця велична споруда захоплювала архітекторів у наступні століття і вважається одним із найважливіших зразків перської архітектури. Багато палаців містять внутрішню залу для аудієнцій, що складається, як і у Фірузабаді, з камери, увінчаної куполом. сасанідські архітектори вирішили проблему будівництва круглого купола на квадратній будівлі, використовуючи тромпи, побудовані поперек кожного кута квадрата, тим самим перетворюючи його на восьмикутник, на якому легко розмістити купол. Купольна камера в палаці Фірузабада є найдавнішим збереженим прикладом використання тромпа.
Унікальною характеристикою сасанідської архітектури було її особливе використання простору. Сасанідський архітектор задумав свою будівлю з точки зору мас і поверхонь; звідси використання масивних стін з цегли, прикрашених ліпною або різьбленою штукатуркою. Штукатурні настінні прикраси з'являються в Бішапурі, але кращі зразки збереглися з Чал Тархана поблизу Рея, а також з Ктесифону та Кіша в Месопотамії. На панелях зображені фігури тварин, вставлені в ронделі, людські бюсти, а також геометричні та рослинні мотиви.

### Музика
Багато шахіншахів були прихильниками музики, зокрема Ардашир I та Бахрам V. Хосров II був видатним меценатом, його правління вважається золотим віком перської музики.
У цю епоху було винайдено багато дестгяхів та ладів перської музики, більшість з яких традиційно приписуються Барбаду. Він використовував 30 звуків для музики. Звичайно, він записував свої натхнення та виконував їх для своєї аудиторії, оскільки якби він цього не робив, то не міг би зіграти їх знову. Через п'ять століть після смерті Барбада аль-Фарабі склав запис усіх музичних творів свого періоду та описав стародавній метод запису нот.
Танці та музика до них були поширеними на придворних бенкетах. За повідомленнями, кілька разів сасанідські царі дарували перських музикантів та танцюристів до двору китайських імператорів, що свідчить про високу репутацію та віртуозність перських музиків і танцюристів тієї епохи. Ще однією важливою роллю музики був прийом іноземних дипломатів та царів із сусідніх країн, таких як Візантія чи ефталіти.

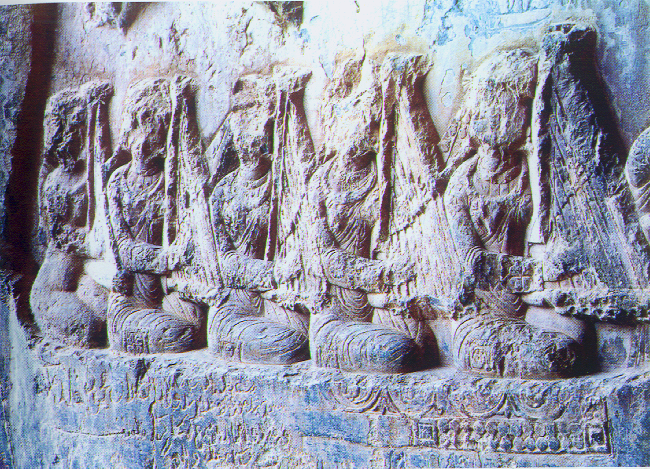
Так-і-Бостан. Жінки грають на арфі, поки шахіншах полює.

Музичні інструменти, які чітко проглядаються на сасанідських скульптурах, це арфа, ріг, даф, барабан та флейта або сопілка. Арфа трикутна та має сім струн; її тримають на колінах і, очевидно, грають обома руками. Барабан був невеликого розміру. Роги та сопілки зображені занадто грубо, щоб можна було побачити їхній точний характер.
Концертні твори іноді виконували лише арфісти, яких у виконанні брали участь десять або дванадцять. Змішані оркестри були чисельнішими. В одному випадку кількість виконавців сягає двадцяти шести, з яких семеро грають на арфі, така ж кількість — на флейті або сопілці, троє на ріжку, один на барабані, тоді як вісім зображені занадто слабо, щоб їхні інструменти можна було розпізнати.

## Галерея

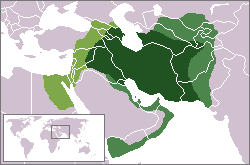
Територія держави Сасанідів у 610
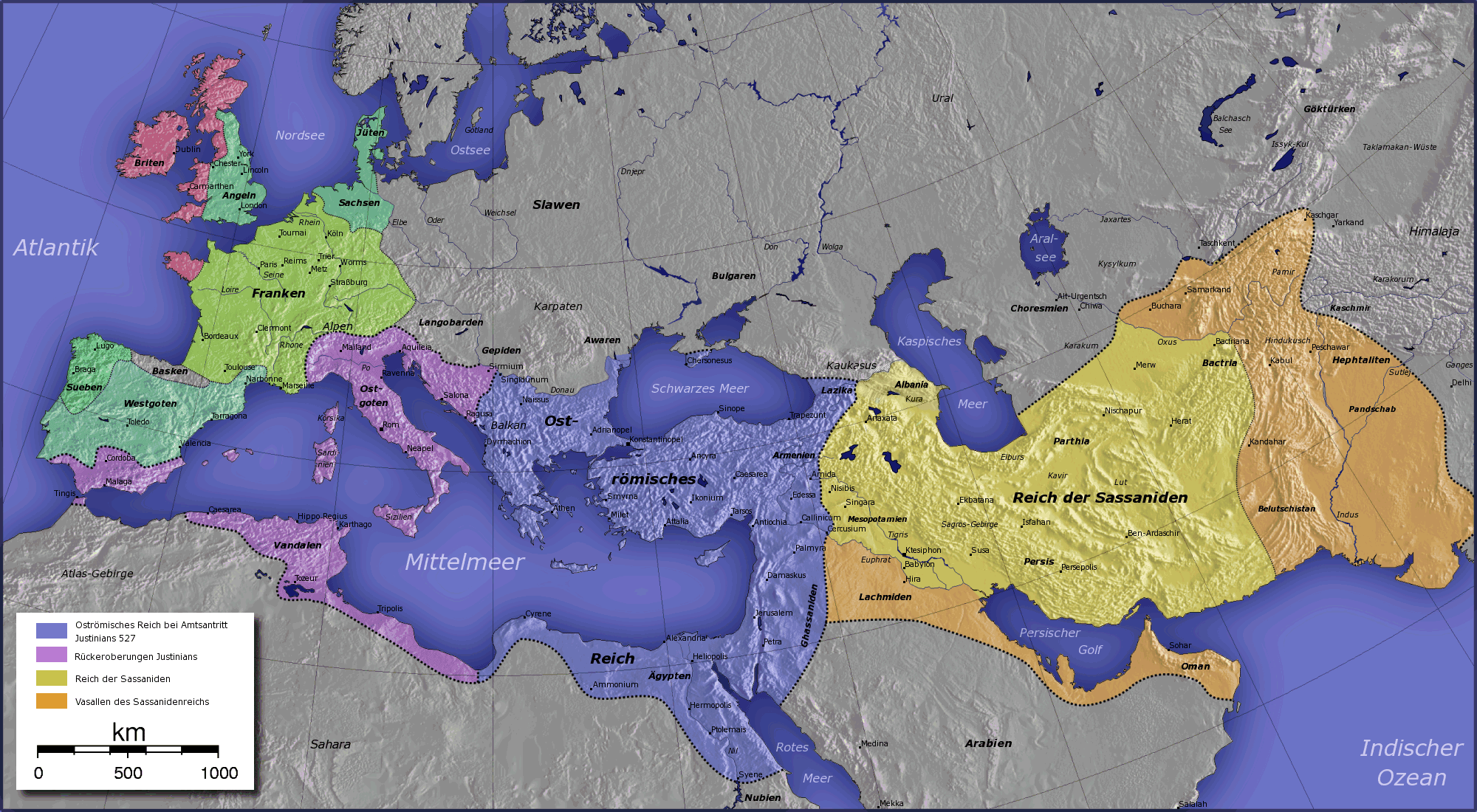
Імперія у часи Юстиніана
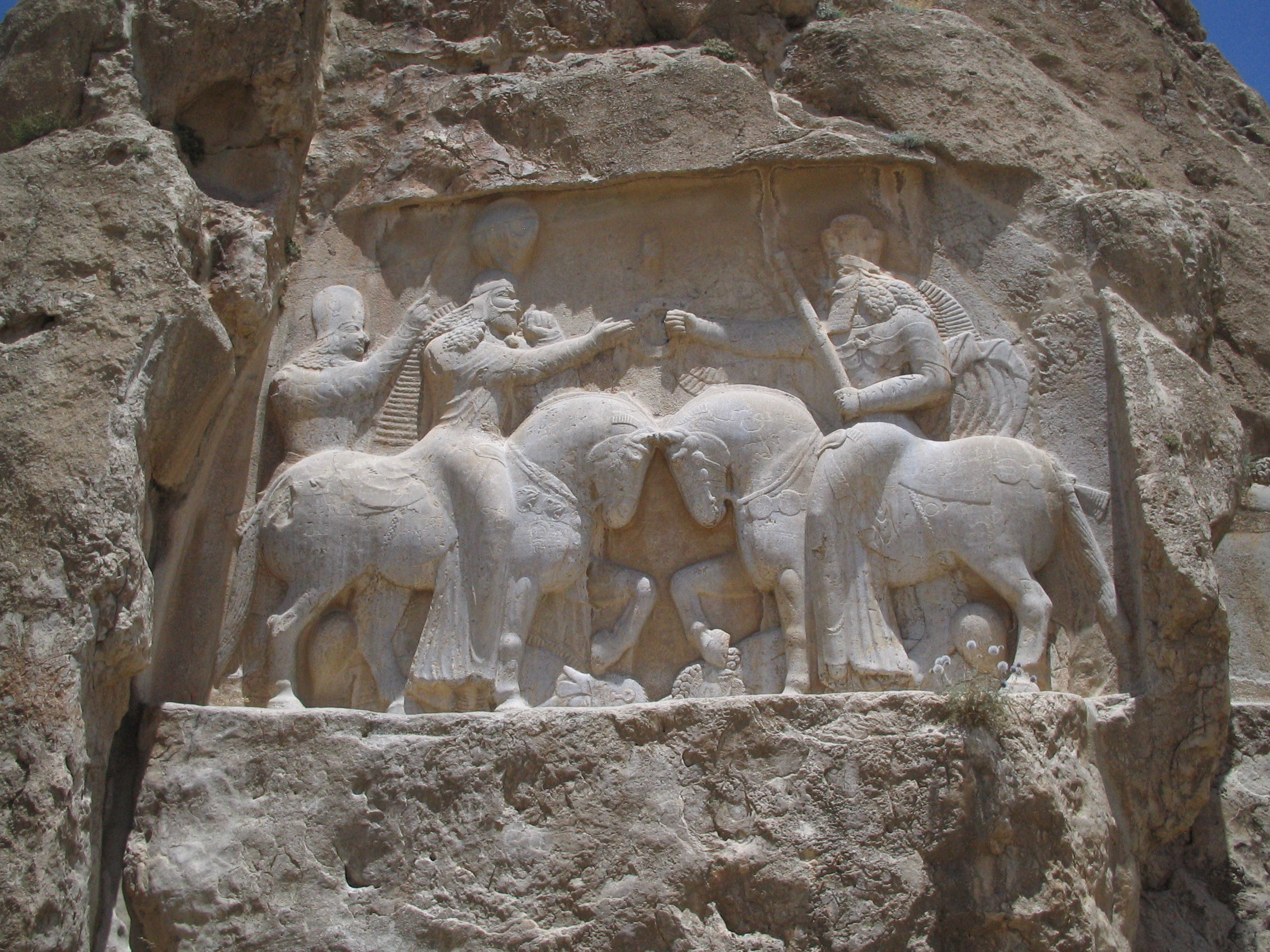
Інвеститура Ардашира Ахура Маздою
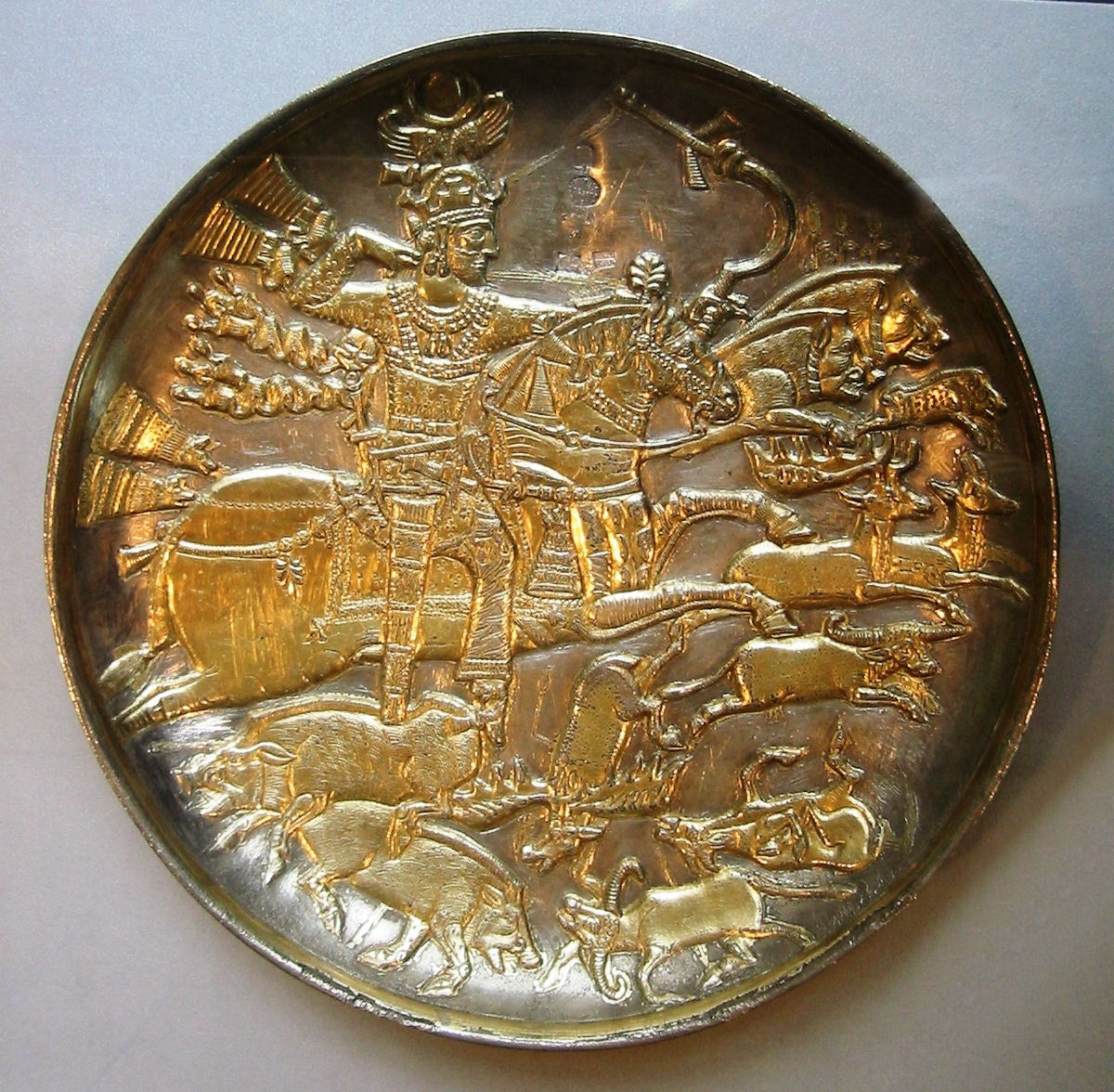
Сцена полювання на позолоченому срібному блюді, що зображує Хосрова I Ануширвана
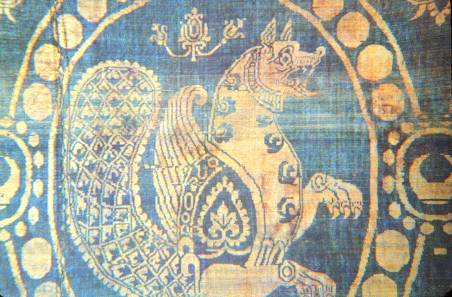
Сасанідська шовкова тканина, VI—VII ст.
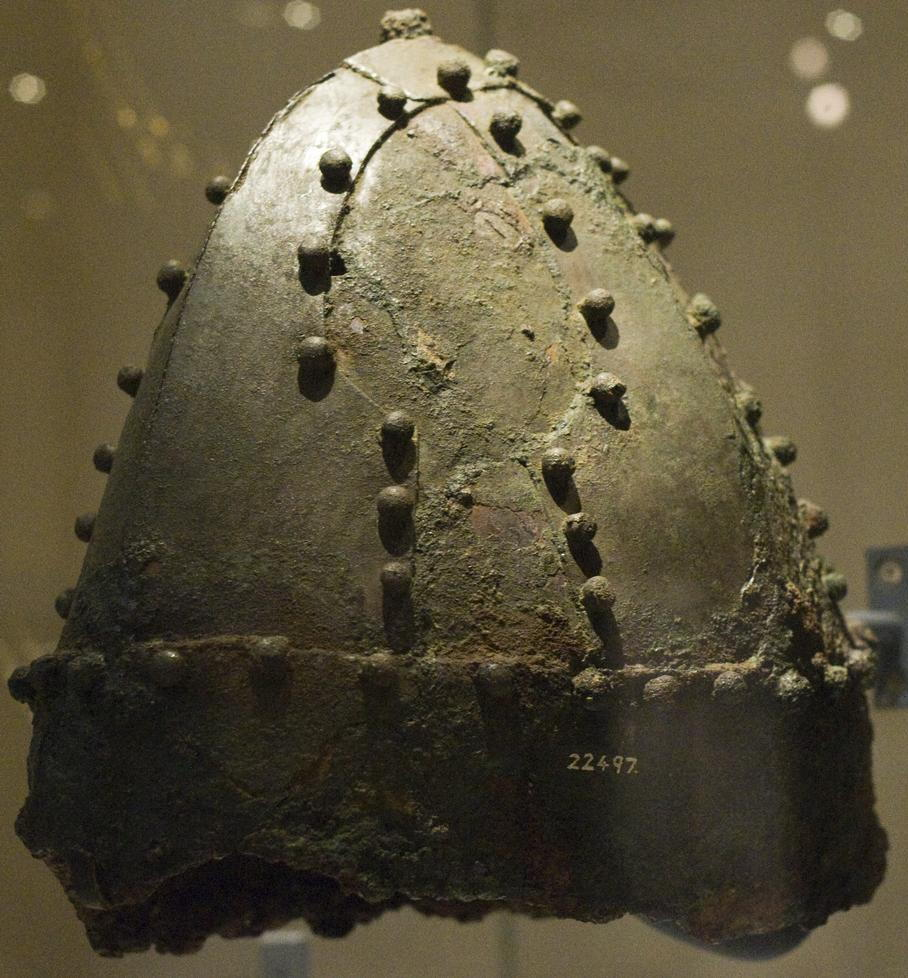
Шолом армії Сасанідів
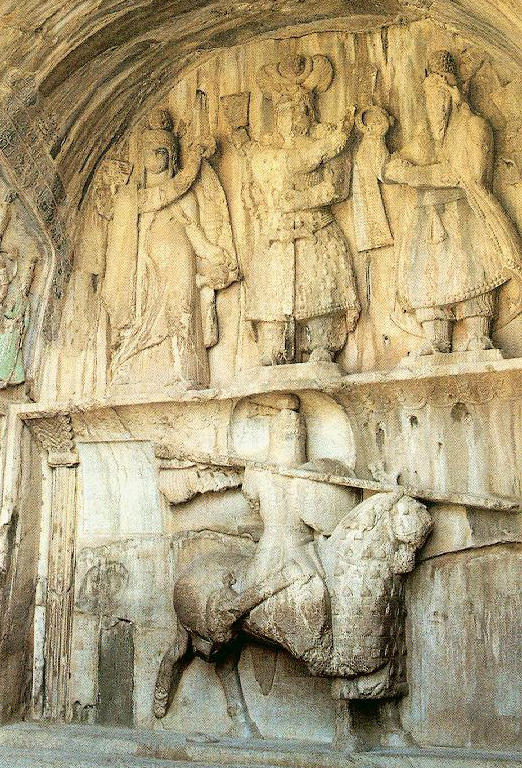
Перський вершник, Так-і-Бустан, Іран
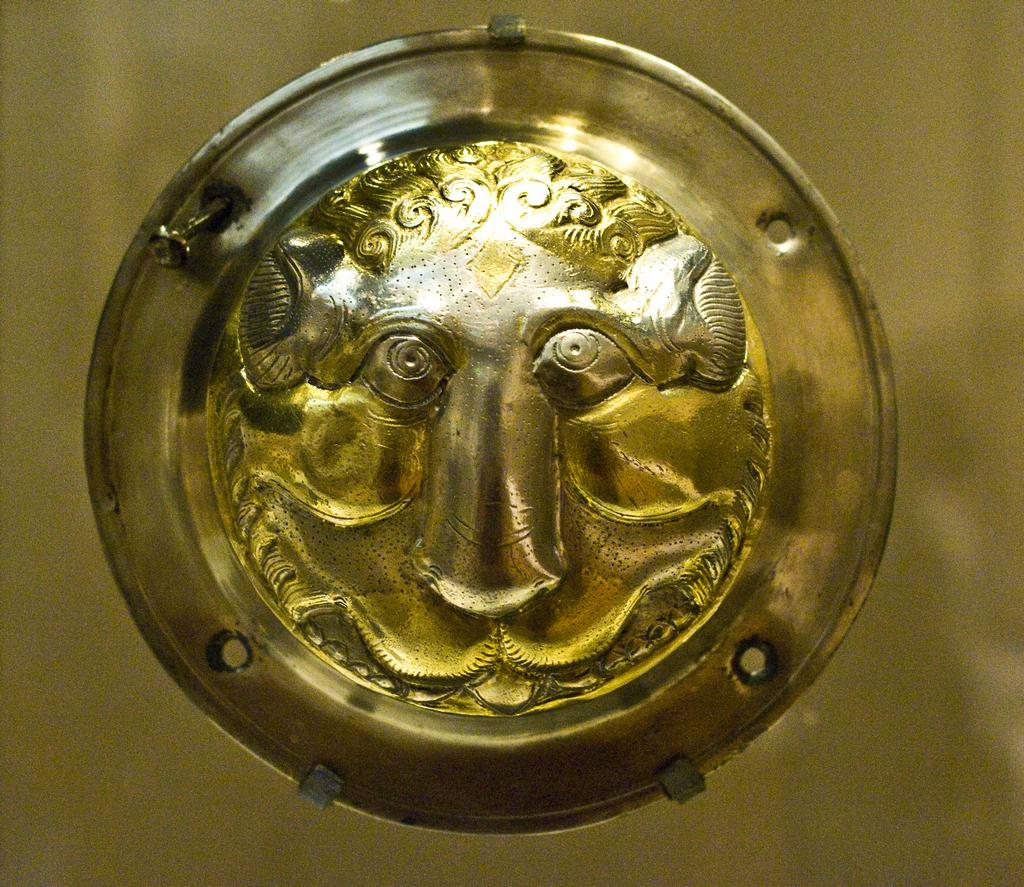
Срібний умбон сасанідського щита, який зображає лева
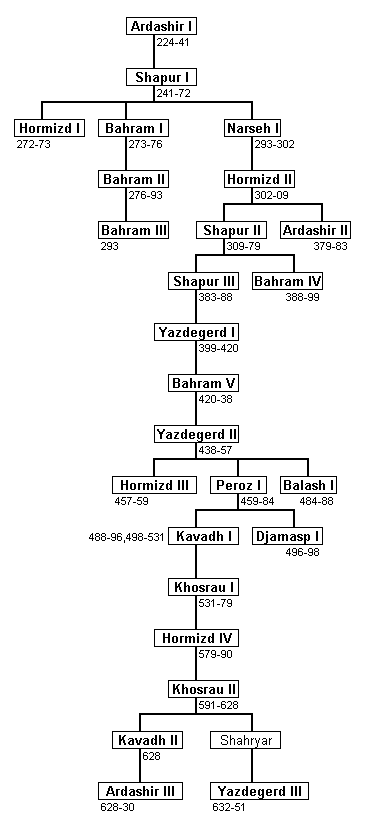
Генеалогічне древо Сасанідської династії